# Callimont
Callimont és una població dels Estats Units a l'estat de Pennsilvània. Segons el cens del 2000 tenia 51 habitants.

## Demografia
Segons el cens del 2000, Callimont tenia 51 habitants, 19 habitatges, i 14 famílies. La densitat de població era de 4,4 habitants per quilòmetre quadrat.
Dels 19 habitatges en un 26,3% hi vivien nens de menys de 18 anys, en un 57,9% hi vivien parelles casades, en un 21,1% dones solteres, i en un 21,1% no eren unitats familiars. En el 21,1% dels habitatges hi vivien persones soles el 5,3% de les quals corresponia a persones de 65 anys o més que vivien soles. El nombre mitjà de persones vivint en cada habitatge era de 2,68 i el nombre mitjà de persones que vivien en cada família era de 2,87.
Per edats la població es repartia de la següent manera: un 21,6% tenia menys de 18 anys, un 13,7% entre 18 i 24, un 27,5% entre 25 i 44, un 29,4% de 45 a 60 i un 7,8% 65 anys o més.
L'edat mediana era de 35 anys. Per cada 100 dones de 18 o més anys hi havia 110,5 homes.
La renda mediana per habitatge era de 49.750 $ i la renda mediana per família de 49.250 $. Els homes tenien una renda mediana de 38.750 $ mentre que les dones 30.000 $. La renda per capita de la població era de 19.813 $. Cap de les famílies i el 3,8% de la població estaven per davall del llindar de pobresa.

## Poblacions més properes
El següent diagrama mostra les poblacions més properes.